# Asiriri (Malla)
Asiriri ist eine Ortschaft im Departamento La Paz im südamerikanischen Andenstaat Bolivien.

## Lage im Nahraum
Asiriri liegt in der Provinz Loayza und ist der viertgrößte Ort im Cantón Malla im Municipio Malla. Die Ortschaft liegt auf einer Höhe von 3597 m in einem der östlich gelegenen Täler der Serranía de Sicasica nahe der Kordillere Quimsa Cruz.

## Geographie
Asiriri liegt zwischen dem bolivianischen Altiplano im Westen und dem Amazonas-Tiefland im Osten. Die Region weist ein typisches Tageszeitenklima auf, bei dem die Temperaturunterschiede zwischen Tag und Nacht größer sind als die mittleren Temperaturunterschiede zwischen den Jahreszeiten.
Die mittlere Durchschnittstemperatur der Region liegt bei 9 °C, der Jahresniederschlag beträgt 500 bis 600 mm (siehe Klimadiagramm Viloco), mit einer ausgeprägten Trockenzeit von Mai bis August mit Monatswerten von unter 15 mm Niederschlag.

## Verkehrsnetz
Asiriri liegt in einer Entfernung von 216 Straßenkilometern südöstlich von La Paz, der Hauptstadt des gleichnamigen Departamentos.
Von La Paz führt die asphaltierte Nationalstraße Ruta 1 in südlicher Richtung über El Alto nach Süden. Zwölf Kilometer südlich von El Alto zweigt eine Landstraße nach Südosten ab und folgt dem Río Cala Jahuira 20 Kilometer flussaufwärts. Von dort zweigt eine unbefestigte Stichstraße Richtung Nordosten ab und erreicht nach weiteren 35 Kilometern Sapahaqui. Die Straße folgt dem Verlauf des Río Sapahaqui bis zur Ortschaft Caracato und weiter dem Río Caracato nach Norden bis Khola und von dort weitere 61 Kilometer in südöstlicher Richtung über Viloco nach Jachapampa. Von dort aus führt die Straße weiter in südwestlicher Richtung nach Malla, dem zentralen Ort des Municipios. Fünf Kilometer südwestlich von Jachapampa, nach mehreren Serpentinen auf einer Höhe von 4250 Metern, zweigt an einer Kreuzung eine Seitenstraße nach Westen ab, die Bergrücken von mehr als 4300 Metern überwindet und nach zehn Kilometern das in einem Hochtal gelegene Asiriri erreicht, außerdem auf einem Abzweig sechs Kilometer von der Kreuzung entfernt die Ortschaft Ñiquela.

## Bevölkerung
Die Einwohnerzahl der Ortschaft ist in dem Jahrzehnt zwischen den beiden letzten Volkszählungen auf ein Mehrfaches angestiegen:
| Jahr | Einwohner         | Quelle       |
| ---- | ----------------- | ------------ |
| 1992 | keine Detaildaten | Volkszählung |
| 2001 | 83                | Volkszählung |
| 2012 | 371               | Volkszählung |
| 2024 |                   | Volkszählung |